# Christian Charmetant
Pour les articles homonymes, voir Charmetant.
Christian Charmetant est un acteur français connu pour de nombreux rôles au cinéma et à la télévision, né le 22 mars 1956 à Lyon dans le Rhône.

## Biographie
Fils d'un ingénieur agronome, engagé volontaire en Afrique du nord en 1942, puis devenu agriculteur. Il perd son père à l'âge de huit ans. Après onze années de pensionnat chez les jésuites, boursier, il passe une maîtrise de Droit des affaires à Paris X Nanterre, une licence d'histoire et envisage de devenir diplomate. Durant ses études, il exerce un grand nombre de « petits métiers » (coursier, veilleur de nuit dans un hôtel, déménageur, enquêteur pour le Guide du routard naissant - dont le fondateur Philippe Gloaguen est depuis devenu son beau-frère - animateur, etc.). Réformé pour extrême myopie et fracture du crane, il s'inscrit au cours Florent, puis intègre la « Classe Libre » de Francis Huster et Pierre Romans dont il sort en 1981. Il y enseignera lui-même entre 1984 et 1988.
Il commence sa carrière au théâtre, jouant dans 21 pièces de Georges Courteline mises en scène par Jean-Daniel Laval à Vincennes et pendant quatre ans forme un duo avec Antoine Duléry avec lequel il joue au théâtre. Alternant cinéma, télévision, théâtre et écriture, on lui confie régulièrement des rôles sur le petit écran et au cinéma, dans des registres très différents (parmi lesquels "Les Marmottes", "Les Truffes", "Des Nouvelles du bon Dieu", "Harrison's Flowers", "Les Palmes de Monsieur Schutz").

### Vie privée
il a deux enfants, Marguerite et Balthazar.

## Filmographie

### Cinéma

#### Longs métrages
- 1979 : Les Givrés d'Alain Jaspard : le photographe
- 1979 : Courage fuyons d'Yves Robert : Pierre Martin
- 1982 : Que les gros salaires lèvent le doigt ! de Denys Granier-Deferre : Blampain
- 1982 : Banzaï de Claude Zidi : l'employé rigolard
- 1984 : Frankenstein 90 d'Alain Jessua : l'inspecteur
- 1985 : Bâton-Rouge de Rachid Bouchareb : l'architecte
- 1986 : Le Débutant de Daniel Janneau : Jean-Marc
- 1986 : On a volé Charlie Spencer de Francis Huster : Gassman
- 1987 : Le Beauf d'Yves Amoureux
- 1988 : Les Mannequins d'osier de Francis de Gueltzl : Martin
- 1989 : Moitié-moitié de Paul Boujenah : Franck
- 1989 : Un père et passe de Sébastien Grall : Cyril
- 1989 : L'Orchestre rouge de Jacques Rouffio
- 1990 : L'Autrichienne de Pierre Granier-Deferre : Guillaume Alexandre Tronson Ducoudray
- 1992 : Sur la Terre comme au ciel de Kristin Johannesdottir : Burte
- 1992 : Tout ça... pour ça ! de Claude Lelouch : le banquier
- 1993 : Pétain de Jean Marbœuf : Ménétrel
- 1993 : Les Marmottes de Élie Chouraqui : Antoine
- 1994 : Le Voleur et la Menteuse de Paul Boujenah : Simon
- 1995 : Des nouvelles du bon Dieu de Didier Le Pêcheur : Nord (grand prix du festival d'humour de Chamrousse 1996)
- 1995 : Les Truffes de Bernard Nauer : Nathaniel
- 1996 : Les Menteurs d'Élie Chouraqui : Diego
- 1996 : L'Échappée belle de Jérôme Enrico - Yves
- 1996 : Hommes, femmes, mode d'emploi de Claude Lelouch
- 1997 : Les Palmes de monsieur Schutz de Claude Pinoteau : Gustave Bémont
- 1997 : Tonka de Jean-Hugues Anglade : le chauffeur de taxi
- 1997 : Une femme très très très amoureuse d'Ariel Zeitoun : Marc-Emile
- 1998 : Les Collègues de Philippe Dajoux : Louis Lefèvre
- 1998 : Bimboland d'Ariel Zeitoun : le chirurgien
- 1999 : Une journée de merde de Miguel Courtois : Francis
- 1999 : La Veuve de Saint-Pierre de Patrice Leconte : l'officier
- 1999 : Les Insaisissables de Christian Gion : le directeur de la banque
- 2000 : Le Monde de Marty de Denis Bardiau : Professeur Leguen
- 2000 : Le Libertin de Gabriel Aghion : Chevalier de Jerfeuil
- 2000 : Harrison's Flowers d'Élie Chouraqui : Jeff
- 2001 : Grégoire Moulin contre l'humanité d'Artus de Penguern : Richelieu
- 2001 : La Grande Vie ! de Philippe Dajoux : l'ange-gardien
- 2003 : Fool's song de Csaba Bereczky : père de Zoltan
- 2004 : Clara et moi d'Arnaud Viard : l'analyste
- 2005 : Le Cactus de Gérard Bitton et Michel Munz : professeur Fontana
- 2008 : La Guerre des miss de Patrice Leconte : le maire
- 2009 : Celle que j'aime d'Élie Chouraqui : l'inspecteur
- 2012 : Torpedo de Matthieu Donck : Pascal Dumont, de « Sofa Life »
- 2014 : Une heure de tranquillité de Patrice Leconte : Pierre
- 2020 : Vagabondes de Philippe Dajoux : Le routier

#### Courts métrages
- 1980 : Le Cycliste de Eric Morvan
- 1983: Un jeu pour dimanche de Jean Claude Ventura
- 1987 : La Pension de Marc Cadieux
- 1987 : Le Roi des poissons de Jean Bigot
- 1994: Bazooka de Olivier Dorant
- 1997 : Le Dernier de Frédéric Tellier
- 1998 : Warning de Nicolas Klein
- 1999 : Trait d'union de Bruno Garcia
- 1999 : Premier Jour de printemps de Jessica Forde
- 2000 : Demain est un autre jour de Laurent Tirard
- 2001 : Negrita Maud de Olivier Jean
- 2004 : L'Empreinte de l'ange de Chris Reynaud
- 2004 : Clau Clau l'oiseau de Cyril Paris
- 2004 : La Vache qui pleure de Stanislas Carré de Malberg
- 2019: Traîtres Apparences de Jimmy BALTAIS'
- 2021: Purplemind de LTR
- 2021: Deus ex machina de Jessy Langlois (primé dans de nombreux festivals)

### Télévision

#### Téléfilms
- 1992 : Odyssée bidon de Don Kent - Bernard Meursault
- 1994 : Cherche famille désespérément de François Luciani
- 1994 : Cognacq-Jay de Laurent Heynemann - Marcellin
- 1996 : Les chiens ne font pas des chats, téléfilm d'Ariel Zeitoun - Paul
- 1996 : Le Combat des reines de Pierre-Antoine Hiroz - Hervé
- 1996 : Histoire d'hommes d'Olivier Langlois - Paul Louvet
- 1996 : Une fille à papas de Pierre Joassin - Patrick
- 1997 : Un petit grain de folie de Sébastien Grall - Franck Vernon
- 1997 : Mauvaises affaires de Jean-Louis Bertuccelli - Paul Moreau
- 1999 : N'oublie pas que tu m'aimes de Jérôme Foulon - Julien
- 2000 : La Double Vie de Jeanne - Bernard Malaterre
- 2000 : Une femme neuve de Didier Albert - Sylvain
- 2001 : Le Vol de la colombe de Michel Sibra - François
- 2002 : Marie Marmaille de Jean-Louis Bertuccelli - Gaudinier
- 2004 : Les Jumeaux oubliés de Jérôme Cornuau - Cyril - le père adoptif
- 2004 : 93, rue Lauriston de Denys Granier-Deferre - Pierre Bony
- 2006 : Sois le meilleur de Christophe Barraud - Aymar
- 2006 : Nos amis les parents de Philippe Proteau et Jimmy Levy - Antoine
- 2007 : Une maman pour un cœur de Patrice Martineau - Serge
- 2011 : Le Piège afghan de Miguel Courtois - Colonel Leroy
- 2014 : La Trouvaille de Juliette de Jérôme Navarro - Franz Branslegger
- 2019 : Meurtres dans le Jura d'Éric Duret - Joseph

#### Séries télévisées
- 1980 : Les Amours de la Belle Époque de Jean-Paul Roux : Le commis
- 1981 : L'Inspecteur mène l'enquête de Luc Godevais
- 1982 : De bien étranges affaires de Juan luis Bunuel : Le ministre
- 1984 : Série noire de Juan Luis Buñuel : Jacques
- 1986 : Le Tiroir secret de Édouard Molinaro : Le client
- 1988 : Sueurs froides de José Pinheiro : Le mari
- 1988 : La Belle Anglaise de Jacques Besnard
- 1988 - 1991 : Haute tension : Saumur / Ronova
- 1989 : Les Cadavres exquis de Patricia Highsmith de Maroun Bagdadi
- 1989 : Commissaire Moulin (3 épisodes) de Paul Planchon : Morvan
- 1990 : Édouard et ses filles de Michel Lang : Didier Chauffour
- 1991 : Bonjour la galère de Caroline Huppert
- 1991 : Puissance 4 (7 épisodes) de Jean Marbeuf, Michel Lang…
- 1994 - 1996 : Regards d'enfance : François / Paul Louvet
- 1999 : Eva Mag de Alain Sachs : Alain Bouillot
- 2000 : Chercheur d'héritiers d'Olivier Langlois : Un frère à tout prix
- 2001 : Les Redoutables de Thierry Binisti
- 2001 : Le Lycée (12 épisodes) de Miguel Courtois François
- 2002 : Brigade des mineurs (6 épisodes) de Miguel courtois : Fred Sauvage
- 2002 - 2016 : Famille d'accueil (95 épisodes) : Daniel Ferrière
- 2003 - 2004 : Commissaire Valence (2 épisodes) de Vincenzo Marano : Jean-Paul
- 2004 : Le Grand Patron de Dominique Ladoge : Léo Dorival
- 2004 : Blandine l'insoumise de Claude D'Anna : Romain Zanca
- 2004 : Jeff et Léo, flics et jumeaux de Etienne Dhaene : Capitaine Fournier
- 2004 - 2005 : Avocats et Associés (9 épisodes) : Me Étienne Dulland
- 2005 : Julie Lescaut de Luc Goldenberg : Paul Costa
- 2006 : La Crim' de Éric Woreth
- 2006 : Laura (mini série, 4 épisodes) : Max Fontane
- 2007 : Où es-tu ? (2 épisodes) de Miguel Courtois : Serveur aéroport
- 2008 : Duval et Moretti de Dominique Guillo : Victor Duplessis / Laurent Duplessis
- 2009 : La Cour des grands de Christophe Barraud : Étienne Demarsi
- 2010 : Victoire Bonnot de Philippe Dajoux : Martin Puchaux
- 2013 : Commissaire Magellan de Hervé Brami : Guillaume Dupré
- 2014 : Résistance (mini-série, 3 épisodes) de Miguel Courtois : Joseph Kirschen
- 2015 : Cherif de Pierric Gantelmi d'Ille : Antoine Delayrac
- 2017 : Plus belle la vie (prime-time) : garagiste
- 2017 : Une famille formidable de Miguel Courtois (2 épisodes) : M. Moulin
- 2018 : Mongeville, de Dominique Ladoge, Remous en thalasso : Henry Saulnier
- 2019 et 2021: Plus belle la vie (saisons 16 et 17, 25 épisodes) : Alain Baillard
- 2022 : L'Amour (presque) parfait de Pascale Pouzadoux (5 épisodes) : Bernard
- 2022 : Toutes ces choses qu'on s'est pas dites de Miguel Courtois (10 épisodes) : Christian

### Clips
- 1991 : Place des Grands Hommes, vidéo-clip de la chanson de Patrick Bruel
- 2000 : Pour la vie, vidéo-clip de la chanson de Patrick Bruel

### Réalisateur
- 1992 : Méprises Multiples (cm) avec Sandrine Kiberlain et Antoine Dulery.

## Théâtre
- 1979 : Le Premier de Israël Horovitz, mise en scène de Michel Fagadau, Théâtre Poche-Montparnasse
- 1980 : Station Clu de Jean-Jacques Tarbès (Show case)
- 1980 : Une soirée comme une autre de Jacques Sternberg, mise en scène par Christian François, Centre Culturel de la Communauté Française de Belgique
- 1980 : 21 Pièces, de Courteline, mise en scène Jean Daniel Laval, théâtre Daniel Sorano, Vincennes (Festival Estival de Paris, FEP)
- 1981 : Le Prix Martin de Eugène Labiche, mise en scène Agathe Alexis, (tournée France et Grande-Bretagne)
- 1983 : La Spécialité de Alan Rosset, mise en scène Alan Rosset, Restaurant Le Beaubourgeois (J.M Proslier)
- 1985 : Impasse-Privé de Christian Charmetant et Antoine Duléry, mise en scène Michel Berto, Théâtre de l'Athénée
- 1985 : Le Cid de Corneille, mise en scène Francis Huster, Théâtre Renaud-Barrault
- 1986 : Diderot et l'abbé Barthélémy d'après Denis Diderot, mise en scène Jacques Spiesser, Théâtre Renaud-Barrault
- 1987 : Richard de Gloucester de Shakespeare, mise en scène de Francis Huster, théâtre Renaud Barrault
- 1994 : M'aime pas mal de Christian Charmetant, Ciné 13 (Claude Lelouch)
- 1997 : 240 secondes en enfer de Christian Charmetant, mise en scène François Berland, Théâtre de la Gaîté-Montparnasse
- 1998 : Flip ! de Tom Rooney, mise en scène Roger Mirmont, Théâtre Fontaine
- 2008 : Célibataires de David Foenkinos, mise en scène Anouche Setbon, Studio des Champs-Élysées
- 2017 - 2018 : Au revoir... et merci! de Bruno Druart, mise en scène Didier Brengarth, tournée
- 2019 : A vrai dire de Sylvain Meyniac et Manuel Gélin, mise en scène Catherine Marchal, théâtre du Gymnase
- 2022 : Vivantes, spectacle de et mise en scène Elie Chouraqui, théâtre du Palais Royal, reprise en 2024
- 2023 : Vivantes, mise en scène Elie Chouraqui, Galerie des fêtes, Assemblée nationale
- 2024-2025 : Les Cabotines de Bruno Druart et Patrick Angonin, mise en scène Olivier Macé, tournée.

## Auteur
- 1985 : Impasse-Privé (Théâtre)
- 1992 : Méprises Multiples (court métrage)
- 1992 : Tournez ma tête (théâtre)
- 1994 : M'aime pas mal (théâtre)
- 1997 : 240 Secondes en Enfer (théâtre)

## Publicités
Il est apparu dans de nombreux spots publicitaires dans les années 1980 réalisés, entre autres, par Jean Becker, Claude Miller, Jean-Luc Voulfow, Élie Chouraqui, Jean-Paul Rappeneau, B. Swain ; et a reçu, en 1981, une "minerve" d'interprétation masculine décernée par la RFP (Régie Française de Publicité)